# Rosemarie Trockel
Rosemarie Trockel (Schwerte, Alemania, 13 de noviembre de 1952) es una artista alemana y una figura importante en el arte contemporáneo internacional. Vive y trabaja en Colonia y es profesora en la Academia de Bellas Artes de Düsseldorf. Sus obras muestran la contradicción y la transgresión de los códigos, las imágenes, los signos y los mensajes consensuados por la cultura y la tradición. También reivindica con ironía y humor el papel designado a la mujer en nuestra sociedad.

## Biografía
Entre 1970 y 1978, Trockel estudió antropología, sociología, teología y matemáticas en Colonia (Alemania). Más tarde estudió pintura en el Kölner Werkschulen, una universidad en Colonia que formó artistas en artes visuales, arquitectura y diseño hasta 1971. Expuso en solitario por primera vez en 1983 en Bonn y Colonia. Aborda las cuestiones contemporáneas, sobre todo, el papel designado a la mujer en nuestra sociedad. Su trabajo desafió diversos conceptos de la sexualidad, la cultura, y la producción artística. En los años ochenta del siglo XX, realizó importantes exposiciones individuales a los Estados Unidos, por ejemplo, en el MoMA de Nueva York.
En 1992, el Museo Nacional Centro de Arte Reina Sofía de Madrid le dedicó una exposición retrospectiva. En 1995 creó el memorial Ángel de Frankfurt a Fráncfort del Meno, Alemania, dedicado a los homosexuales ejecutados por el nazismo. Trockel ganó concurso artístico para decidir el diseño de la estatua que se situó en Frankfurt en 1994. En Barcelona, se pudo ver su obra en la exposición Fondo, figura y lluvia, de la galería Antoni Estrany en 1996 .
En el MoMA expone sus Knitting Pictures (pinturas tejidas), piezas de lana tejida a máquina, enmarcadas a partir de diseños generados por ordenador, que reproducen motivos geométricos y logos reconocibles. También hay obras suyas en la colección del Museo de Arte Contemporáneo de Barcelona, MACBA. 
En 1995, fue elegida miembro de la Academia de Arte de Berlín.

## Premios y reconocimientos

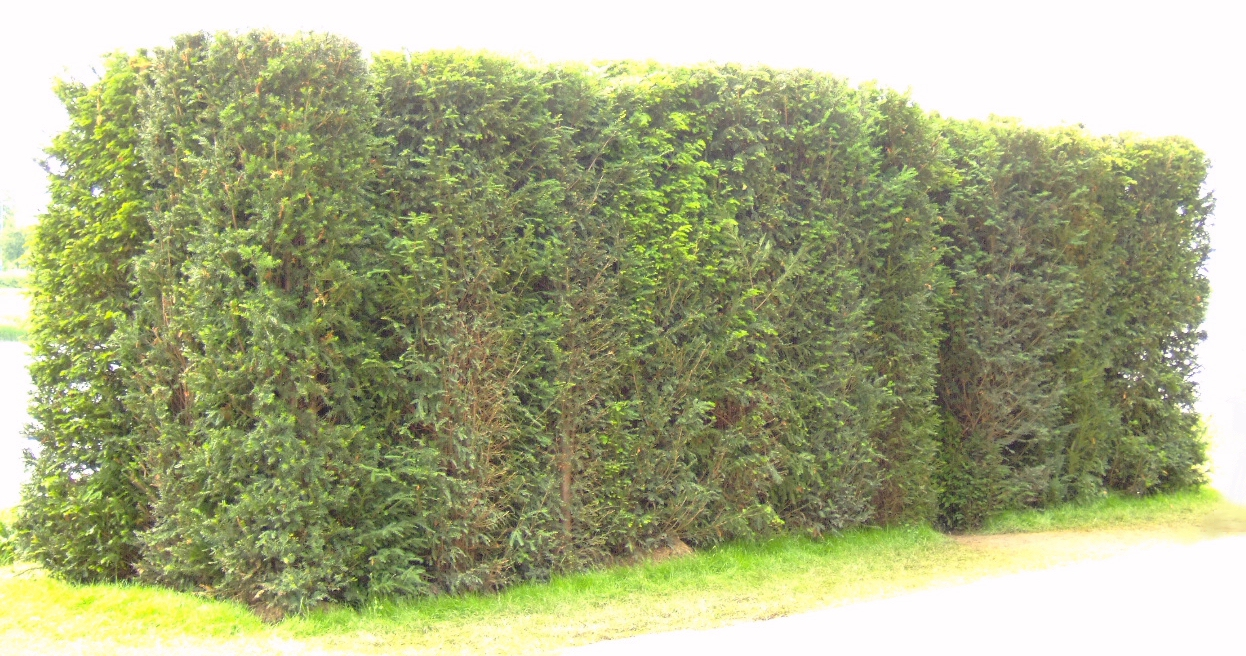
Less Sauvage than Others

- 1985 ars viva-Preis des Kulturkreises der deutschen Wirtschaft im BDI e.V., Berlin
- 1989 Karl-Ströher-Preis, Frankfurt
- 1992 Konrad-von-Soest-Preis des Landschaftsverbandes Westfalen-Lippe
- 1998 Staatspreis des Landes Nordrhein-Westfalen
- 1999 Internationalee Kunstpreis de Kulturstiftung Stadtsparkasse, Múnich[9]
- 2004 Wolfgang-Hahn-Preis der Gesellschaft für Moderne Kunst am Kölner Museum Ludwig
- 2008 Kunstpreis der Landeshauptstadt Düsseldorf
- 2010 Peter-Weiss-Preis der Stadt Bochum
- 2011 Goslarer Kaiserring
- 2011 Wolf-Preis
- 2014 Prix Haftmann